# Kukmur
Kukmur (en rus: Кукмур) és un poble de l'óblast de Kírov, a Rússia, segons el cens del 2010 tenia 17. Pertany al districte d'Arbaj.